# Ре (коммуна)
Ре (норв. Re) — коммуна в губернии Вестфолл в Норвегии. Административный центр коммуны — город Реветал. Официальный язык коммуны — букмол. Население коммуны на 2007 год составляло 8443 чел. Площадь коммуны Ре — 224,6 км², код-идентификатор — 0716.

## История населения коммуны
Население коммуны за последние 60 лет.

Статистика коммуны Ре